# Лінія 7 (Барселонський метрополітен)
Лінія 7 (кат. Línia 7) — шоста лінія Барселонського метрополітену. Відкрита у 1954 році. Обслуговується компанією Ferrocarrils de la Generalitat de Catalunya. Нині функціонують 7 станцій.

## Станції
- Каталунья
- Провенса
- Грасіа
- Пласа-Моліна
- Падуа
- Ель-Путхет
- Авінгуда-Тібідабо